# Aveve

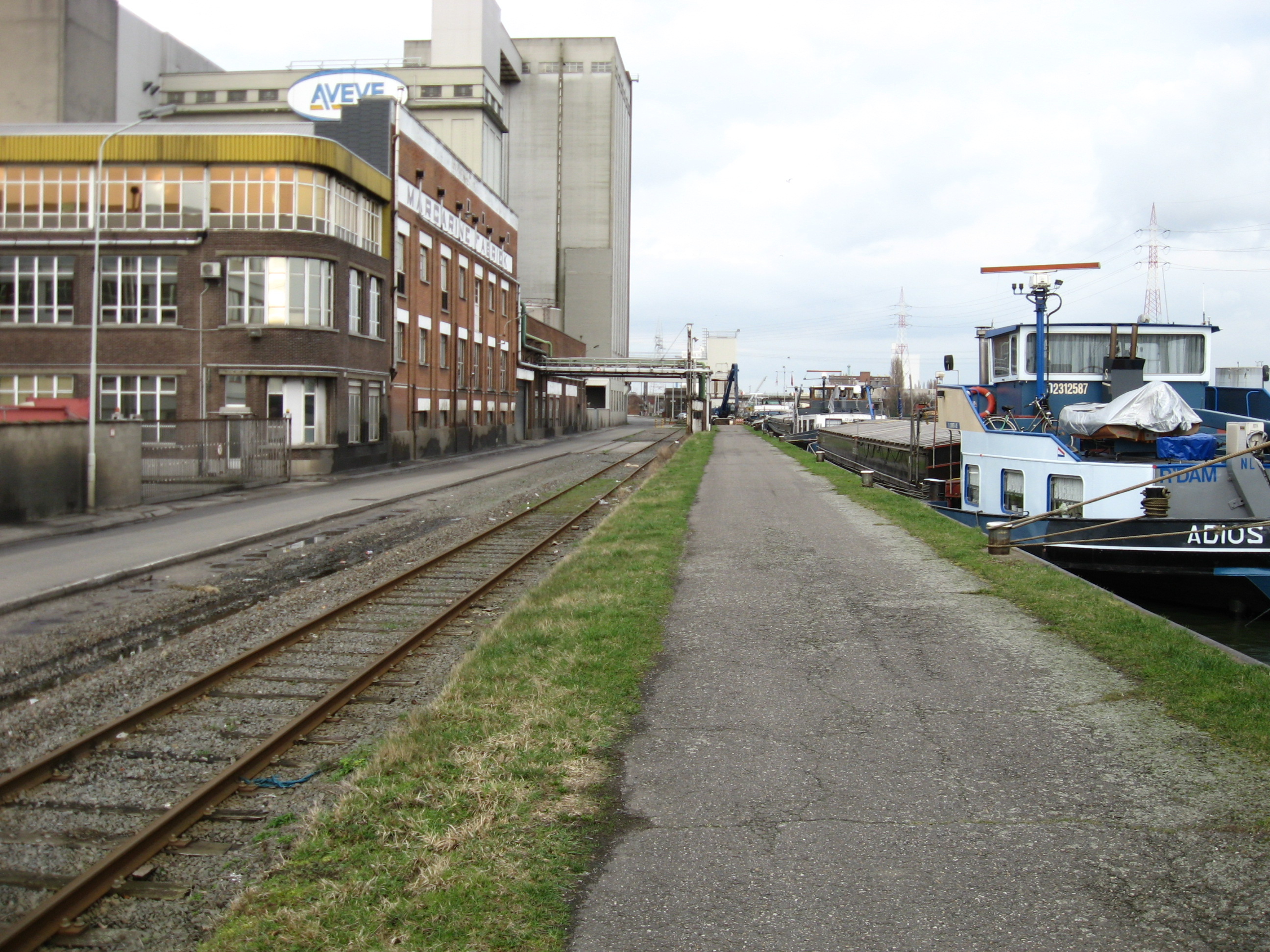
Aveve Fabrik in Antwerpen

Aveve ist ein belgischer Zulieferer  für Landwirtschaft und Gartenbau. Aveve ist der größte belgische Mischfutterhersteller.

## Geschäftsfelder
Die Genossenschaft entstand 1901 auf der Verbrauchskommission des belgischen Bauernverbandes.
Neben dem Aufkaufgroßhandel von Getreide werden Mischfutter produziert. Zudem besitzt Aveve einige Gartencenter. Weitere Geschäftsfelder sind Landmaschinenhandel, die Futtermittelproduktion sowie die Pflanzkartoffel-Vermarktung. Insgesamt besteht die Aveve-Gruppe aus rund 45 Betrieben. 1976 löste sie sich vom Bauernverband. Die Abteilung Tierfutterproduktion beschäftigt rund 260 Mitarbeiter, welche einen Jahresumsatz von rund 250 Millionen Euro erwirtschaften. Die Fabriken befinden sich in Aalter sowie in Merksem.
Im August 2011 wurde bekannt, dass Aveve den Standort Mannheim eines deutschen Herstellers von Mischfuttermitteln, Muskator, übernimmt. 2012 wurde die eigene Marke Mifuma ins Leben gerufen.

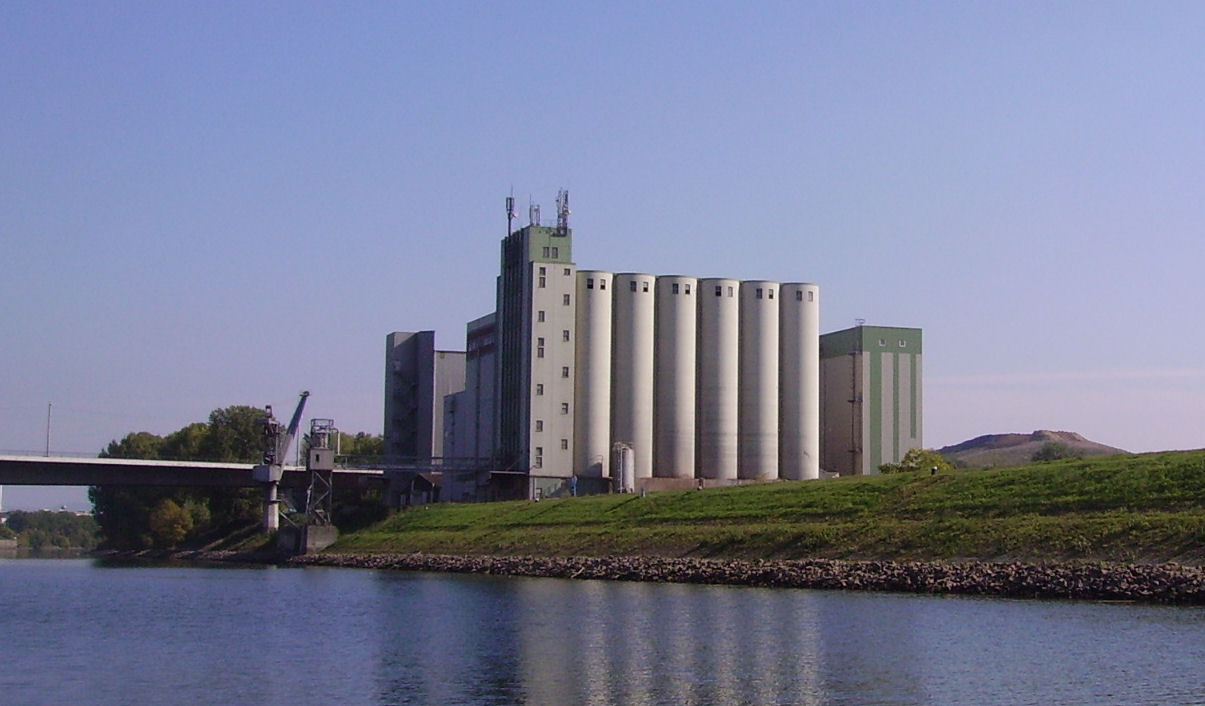
Mifuma Mannheim

Die Mischfutterwerke Mannheim GmbH produziert seit 1965 Futtermittel auf der Friesenheimer Insel am Mannheimer Altrheinhafen. Das Unternehmen war 45 Jahre lang Teil der Muskator-Werke GmbH, bevor es 2011 von der belgischen Gruppe Aveve gekauft wurde.
2020 änderte Aveve den Namen zu Arvesta.